# Fed Cup 2016 – Americká zóna
Americká zóna Fed Cupu 2016 byla jednou ze tří zón soutěže, kterých se účastnily státy ležící v daných regionech, v tomto případě týmy ze států nacházejících se na americkém kontinentu. Do soutěže Americké zóny nastoupilo 17 družstev, z toho osm účastníků hrálo v 1. skupině a dalších devět pak ve 2. skupině. Součástí herního plánu byl6 také dvě baráže.

## 1. skupina
- Místo konání: Country Club Las Palmas, Santa Cruz de la Sierra, Bolívie (antuka, venku)
- Datum: 3.–6. února 2016
- Formát: Osm týmů bylo rozděleno do dvou čtyřčlenných bloků A a B. Vítězové obou bloků se utkali v zápase o postup do baráže o Světovou skupinu II pro rok 2017. Družstva, která se umístila na třetím a čtvrtém místě, sehrála zápasy o udržení. Třetí z bloku A se utkal se čtvrtým z bloku B a čtvrtý z bloku A pak se třetím z druhé podskupiny. Dva poražení sestoupili do 2. skupiny Americké zóny pro rok 2017.

### Bloky
|    | Blok A         | PAR | MEX | BOL | COL |
| 1. | Paraguay (3–0) |     | 2–1 | 2–1 | 2–1 |
| 2. | Mexiko (2–1)   | 1–2 |     | 2–1 | 3–0 |
| 3. | Bolívie (1–2)  | 1–2 | 1–2 |     | 2–1 |
| 4. | Kolumbie (0–3) | 1–2 | 0–3 | 1–2 |     |

|    | Blok B          | ARG | BRA | ECU | PER |
| 1. | Argentina (3–0) |     | 2–1 | 3–0 | 3–0 |
| 2. | Brazílie (2–1)  | 1–2 |     | 3–0 | 3–0 |
| 3. | Ekvádor (1–2)   | 0–3 | 0–3 |     | 2–1 |
| 4. | Peru (0–3)      | 0–3 | 0–3 | 1–2 |     |

### Baráž
| Pořadí      | první tým | výsledek | druhý tým |
| ----------- | --------- | -------- | --------- |
| Postup      | Paraguay  | 0–2      | Argentina |
| 3.–4. místo | Mexiko    | 0–2      | Brazílie  |
| Sestup      | Bolívie   | 2–0      | Peru      |
| Sestup      | Kolumbie  | 2–0      | Ekvádor   |

Výsledek
- Argentina postoupila do baráže o účast ve Světové skupině II pro rok 2017
- Ekvádor a Peru sestoupily do 2. skupiny Americké zóny pro rok 2017.

## 2. skupina
- Místo konání:: Centro de Tenis Honda, Bayamón, Portoriko (tvrdý, venku)
- Datum: 1.–6. února 2016
- Formát: Devět týmů bylo rozděleno do dvou bloků A a B. První z bloku A se utkal s druhým z bloku B a druhý z bloku A pak s druhým v pořadí z druhé podskupiny. Vítězové si zajistili postup do 1. skupiny Americké zóny pro rok 2017. Další družstva na stejném pořadí v obou blocích sehrála zápas o konečné umístění.

### Bloky
|    | Blok A          | VEN | CHI | HON | CRC |
| 1. | Venezuela (3–0) |     | 2–1 | 3–0 | 3–0 |
| 2. | Chile (2–1)     | 1–2 |     | 2–1 | 3–0 |
| 3. | Honduras (1–2)  | 0–3 | 1–2 |     | 2–1 |
| 4. | Kostarika (0–3) | 0–3 | 0–3 | 1–2 |     |

|    | Blok B                       | PUR | GUA | URU | DOM | BAH |
| 1. | Portoriko (4–0)              |     | 2–1 | 2–1 | 3–0 | 3–0 |
| 2. | Guatemala (3–1)              | 1–2 |     | 2–1 | 3–0 | 3–0 |
| 3. | Uruguay (2–2)                | 1–2 | 1–2 |     | 3–0 | 2–1 |
| 4. | Dominikánská republika (1–3) | 0–3 | 0–3 | 0–3 |     | 2–1 |
| 5. | Bahamy (0–4)                 | 0–3 | 0–3 | 1–2 | 1–2 |     |

### Baráž
| Pořadí      | první tým | výsledek | druhý tým              |
| ----------- | --------- | -------- | ---------------------- |
| Postup      | Venezuela | 2–0      | Guatemala              |
| Postup      | Chile     | 2–1      | Portoriko              |
| 5.–6. místo | Honduras  | 0–2      | Uruguay                |
| 7.–8. místo | Kostarika | 2–0      | Dominikánská republika |
| 9. místo    | —         | —        | Bahamy                 |

Výsledek
- Venezuela a Chile postoupily do 1. skupiny Americké zóny pro rok 2016.